# Quận Al Hashwah
Quận Al Hashwah là một trong các quận của Yemen thuộc vùng Sa'dah, Yemen. Năm 2003, quận có dân số khoảng 14,274 người.